# Ksar El Hirane (distrito)
Ksar El Hirane é um distrito localizado na província de Laghouat, Argélia, e cuja capital é a cidade de mesmo nome. A população total do distrito era de  habitantes, em 2008.[carece de fontes?]

## Comunas
O distrito é composto por duas comunas:
- Ksar El Hirane
- Bennasser Benchohra